# Long Island University

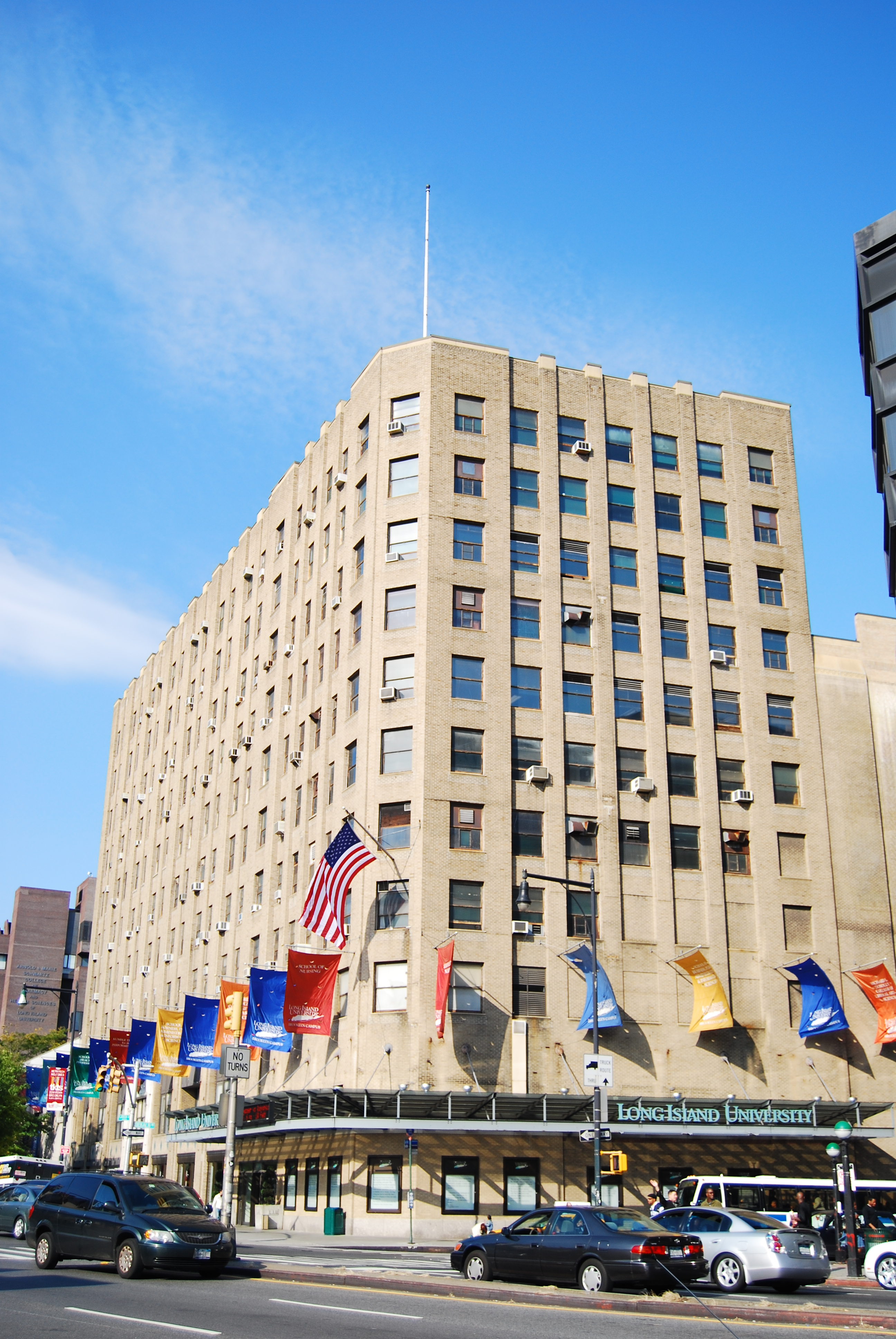
Gebäude der Long Island University

Die Long Island University (LIU) ist ein Verbund privater Hochschulen im US-Bundesstaat New York mit zwei Haupt- und sechs weiteren kleinen, regionalen Standorten. Derzeit  sind 28.656 Studenten an den verschiedenen Standorten eingeschrieben. Die Hochschule wurde 1926 in Brooklyn (New York City) gegründet. Der Hauptsitz befindet sich auf dem C.W. Post Campus.

## Standorte
Hauptcampus
- Long Island University C. W. Post Campus – Brookville (1954) (8.472 Studenten)
- Long Island University Brooklyn Campus (1926) (13.194 Studenten)

Regionaler Campus
- Brentwood (Rockland County) (1.730 Studenten)
- Rockland Graduate Campus (457 Studenten)
- Westchester Graduate Campus of Long Island University in Purchase (Westchester County) (1975) (278 Studenten)
- Southampton Graduate Campus (125 Studenten)
- Der Riverhead Campus ist Sitz des „Homeland Security Management Institute“, eine der national führenden Institutionen in der Ausbildung für „Homeland Security“.

Erwachsenenbildung
- Greenvale (4.400 Studenten)

## Sport
Während des akademischen Jahres 2018–19 betrieb die Long Island University zwei Sportprogramme: die LIU Brooklyn Blackbirds am Brooklyn Campus und die LIU Post Pioneers am C.W. Post Campus.  Die Blackbirds waren Mitglieder der NCAA Division I und nahmen hauptsächlich an der Northeast Conference teil. Die Pioneers waren Mitglieder der NCAA Division II und nahmen hauptsächlich an der East Coast Conference teil.
Am 1. Juli 2019 hat die LIU ihre beiden Sportprogramme offiziell zu einem einzigen Programm der Division I zusammengeführt, das nun als LIU Sharks antritt. Das neue Programm erbte die Mitgliedschaften der Division I und der Northeast Conference der Blackbirds. Einige Teams, insbesondere Basketball, arbeiten vom Campus in Brooklyn aus, während andere, insbesondere Football, vom Post-Campus aus operieren.